# Wen die Götter lieben (Novelle)
Wen die Götter lieben ist eine Novelle der deutschen Schriftstellerin Clara Viebig. Das Jahr der Handlung ist 1896, Handlungsorte sind rechtsrheinische Badeorte und die Städte Frankfurt und Berlin. Der Text handelt von einer lungenkranken jungen Frau, die in ihrer Umwelt wenig Zuneigung oder gar Liebe findet. In ihrem Siechen tröstet sie nur ein Seelenverwandter, dem sie später ausgiebige Briefe schreibt. Die Handlung endet mit dem Tod der jungen Frau.

## Handlung
Der Chefredakteur Dr. Ernst Wolfrath hat im vergangenen Frühjahr bei einem Kuraufenthalt in Bad Homburg Susanne Werther kennengelernt, ein lungenkrankes junges Mädchen. Er ist von ihr bezaubert, behandelt sie aber wegen ihrer Zartheit und Zerbrechlichkeit mit Zurückhaltung. Susanne wechselt mit ihrer Mutter Therese von einem Kurbad in das nächste, um Heilung zu finden. Die flatterhafte Mutter, die sich nur wenig um ihre kranke Tochter kümmert, widmet sich hauptsächlich ihrem zweiten Ehemann, dem Violinvirtuosen Alfredo de Camarillo und genießt gleichzeitig die Verehrung durch andere Männer. Susannes Vater ist Schauspieler, der wegen seiner wechselnden Theaterengagements mit seiner Tochter hauptsächlich brieflichen Kontakt hält. So bleibt Susanne häufig sich selbst überlassen:
Mit den Kurgästen, die ihr mit Zurückhaltung begegnen, findet Susanne lediglich oberflächliche Kontakte. Nur in dem wesentlich älteren Dr. Wolfrath, Chefredakteur einer Zeitung, findet Susanne Verständnis und Zuwendung. Er begleitet sie auf ihren Spaziergängen, man unterhält sich über den Sinn des Lebens und über die Liebe. Als Wolfrath wieder nach Berlin zurückkehrt, ist Susanne voller Trauer. Sie schreibt ihm von Mai bis August Briefe. Wolfrath denkt wenig an die junge Frau. Die Erinnerung an sie kehrt aber wieder, als im Herbst die Tochter von Wolfraths Zimmerwirtin, Viktoria Müller, unheilbar erkrankt und kurz danach stirbt. In Erinnerung an Susanne Werther liest er ein zweites Mal ihre Briefe, in denen sie von sich erzählt und ihm ihre Gedanken und Überlegungen mitteilt. Sie schreibt, dass sie ihn vermisst, dass sie einsam ist und dass es ihr schlecht geht. Ein Engländer habe ihr einen Heiratsantrag gemacht, den sie abgelehnt habe. Von ihrem Vater, mit dem sie nur brieflichen Kontakt habe, habe sie ein Bücherpaket mit Zola, Wildenbruch, Keynotes von der Egerton und du Mont erhalten.
Mutter und Tochter wechseln nach Baden-Baden. Susanne kann ihre Streifzüge durch die Natur ohne die Gesellschaft des Freundes kaum mehr genießen und sie hält sich für ein „verbildetes kümmerliches Kulturgewächs“. Sie fragt sich immer wieder, ob das rechte Glück in der Liebe zu finden sei. Susanne berichtet von dem jungen Russen Gregor Iwanowitsch, der ihr gefällt, den aber die Mutter – die in Abwesenheit ihres Gatten mit dem jungen Mann flirtet – zu gewinnen sucht. Bei einem Fahrradausflug macht die Mutter anscheinend Annäherungsversuche und Susanne bangt um die Ehe der Mutter. Auch sie möchte von ihm geküsst werden, aber küsst ihn dann nur stellvertretend auf einen Brief.
Den nächsten Brief erhält Wolfrath aus Frankfurt, wo sie in Behandlung ist. Immer häufiger spricht sie von Erschöpfung, von Gott, vom Tod und von ihrer Sehnsucht.
Die Kur wird in Soden fortgesetzt. Die Mutter engagiert eine Gesellschafterin für Susanne, in der das Mädchen eine Seelenverwandte findet.
Ein Besuch des Vaters hingegen ist für sie sehr erschöpfend. Sie kündigt an, zu schreiben, wenn es ihr besser geht. Dann brechen die Briefe ab. –
Wolfrath wird gestört durch die Anwesenheit eines jungen Burschen, den er als Verehrer der verstorbenen Viktoria erkennt. Der Junge klagt, auf dem Totenbett habe sie ihn um einen Kuss gebeten, aber aus Ehrfurcht vor der Mutter habe er gezögert. Jetzt reue ihn, der Verstorbenen ihren letzten Wunsch nicht erfüllt zu haben.
Wolfrath schreibt an Susanne, aber sein Brief kommt zurück. Er versucht, mit dem Vater, der gerade mit großem Erfolg am Deutschen Theater gastiert, Kontakt aufzunehmen.
Nach zwei vergeblichen Versuchen trifft er den Schauspieler in seiner Garderobe an und erfährt, dass Susannes sich in einer Klinik in Hohen-Honnef befindet.
Wolfrath reist sofort nach Hohen-Honnef ab und findet Susanne in einem schlechten Gesundheitszustand vor. Da es offensichtlich mit dem Mädchen bald zu Ende geht, hat man beide Elternteile alarmiert. Doch selbst jetzt kümmert sie die Mutter hauptsächlich um ihren Ehemann und nörgelt an dem Verhalten der Tochter herum. Susanne bleibt der Fürsorge ihrer Gesellschafterin Klara Eigenbrod und der Zofe Jeanette überlassen.
Als Susannes Vater eintrifft, reagiert er mit Eifersucht auf den neuen Ehemann seiner Frau. Offensichtlich hat er die Trennung von seiner Ehefrau noch nicht verkraftet.
Wolfrath tröstet die Todkranke, die über sein Erscheinen überglücklich ist. Letztlich kann er ihr nur noch den Wunsch nach einem Kuss erfüllen, nämlich die Sterbende zu küssen.

## Zur Form- und Stoffgeschichte
Das Jahr 1898 ist als das Datum der ersten Veröffentlichung von Wen die Götter lieben bekannt. Es ist aber nicht mehr nachvollziehbar, zu welchem Zeitpunkt Clara Viebig diese Novelle verfasst hat. Offenbar handelt es sich um ein Werk aus ihrer frühesten Schaffensphase. Darauf verweist ihr experimenteller Umgang mit textuellen Verknüpfungsarten, Gattungen und Motiven. Derlei Züge zeigen sich in
- der inter- und paratextuellen Verknüpfung mit weiteren Texten,
- der Einbindung von Elementen eines Briefromans in eine Novelle als eine spezifische Form der Wertheriade und
- der Gestaltung unterschiedlicher Frauenbilder als Parallelfiguren.

### Zur Form
Wen die Götter lieben steht im Zusammenhang mit den drei Novellen Sie muss ihr Glück machen (1896), Vor Tau und Tag (1897), und Gespenster 1898, die mit para- und intertextuellen Bezügen verbunden sowie mit gleichen Motiven versehen sind. Derlei Verweise verknüpfen die Lebensentwürfe junger Frauen unterschiedlichster Art und deren Sehnsucht und Suche nach Glück. Insbesondere der Prolog zu „Vor Tau und Tag“ dient als paratextuelles Bindeglied zwischen den einzelnen Werken, ferner eine in allen drei Novellen vergleichbare Farbsymbolik.
Der in der Novelle eingebundene Briefwechsel wie auch die Namenswahl weisen hin auf Goethes Die Leiden des jungen Werther als Vorbild für Clara Viebigs Frühwerk. Während der Epoche des Fin de siècle entstanden zahlreiche Wertheriaden, da sich Autoren von Werthers psychischer Befindlichkeit angesprochen fühlten, das das Décadence-Bewusstsein dieser Epoche ansprach. Ludwig Jacobowski, ein Freund der Viebigs, hatte 1892 ein Werk mit dem Titel Werther, der Jude veröffentlicht. Clara Viebig las diesen Roman und teilte 1898 dem Freund brieflich ihre Eindrücke mit. Sie ist „sehr ergriffen“ bzw. sie hält es für ein „furchtbar trauriges Buch“. Dieses 1892 entstandene Werk schildert das Scheitern eines Menschen am Konflikt zwischen dem Wunsch nach Assimilation, jüdischem Traditionsbewusstsein und aufblühenden Antisemitismus.
Clara Viebig übernimmt teilweise die Form des monologischen Briefromans, wobei auch signifikante Unterschiede zu verzeichnen sind. Während im „Werther“ die fiktive Figur des Herausgebers in die Handlung einführt, bindet Viebig die Briefe in eine Novellenhandlung ein, die aus der persönlichen Sicht Wolfraths geschildert wird. Die abgedruckten Briefe stammen jedoch, wie im „Werther“, nur von der Protagonistin und enthalten bestenfalls durch Bezugnahmen auf Antwortbriefe die Reaktion Wolfraths, wodurch sie bisweilen den Charakter von Tagebucheinträgen annehmen.
Auch in Viebigs Novelle dient der Brief als das eigentliche Ausdrucksmittel der Seele, da es an Gesprächspartnern sowohl in den Kurbädern als auch in Susannes Familie mangelt. Anleihen an Werthers Spreche der Empfindsamkeit sind in den Briefen Susannes mit zahlreichen Ellipsen, Apostrophen  und rhetorischen Fragen zu finden. Die Rolle des Lesers übernimmt in der Novelle Wolfrath bzw. der Lesende. 
Wie im „Werther“ das Einflechten von Parallelhandlungen als kompositorischer Mittel zur Vertiefung des Handlungsablaufes dient, so erfüllen die Figuren der Hauswirtin Müller und Viktoria die Funktion der Parallelhandlung, indem das jeweilige Mutter-Tochter-Verhältnis gespiegelt wird.

### Zum Stoff
Die Wahl des Handlungsortes entspricht Clara Viebigs Tradition, Plätze zu wählen, die ihr bekannt sind. In Bad Soden verbrachte sie im Juli/August 1896 einen vierwöchigen Kuraufenthalt. Dieser und andere Kurorte im Großraum Frankfurt und ihre Beobachtungen anderer Kurgäste sind in die Novelle eingeflossen.

#### Bezüge zu „Die Leiden des jungen Werther“ von Johann Wolfgang Goethe
Zahlreiche intertextuelle Verweise offenbaren, dass sich Clara Viebig mit Goethes Roman Werther intensiv auseinandergesetzt hat, bevor sie ihre Novelle verfasste. Hiervon zeugt ihr autobiographisches Eingeständnis, Werther habe sie ‚fortgerissen‘, auch ihre spätere Aussage, der Genius Goethes hätte die Werther-Stimmung „in seinem Werther zu ewigem Gedächtnis einfangen“ können.
Die Wahl des Nachnamens Werther spricht für sich. Susanne mag ein Verweis auf Susanne von Klettenberg (1723–1774), die mit Goethes Mutter verschwägerte „schöne Seele“ sein, von deren Toleranz und Spiritualität der junge Dichter sehr beeindruckt war. Die Wesensart von Clara Viebigs Protagonistin erinnert an diese beiden. Auch Susanne Werther wird als „schönen Seele“ geschildert.
Für beide Protagonisten spielt die Sehnsucht eine treibende Rolle, wobei allerdings Werthers Sehnsucht seinem Wesen entspringt und unstillbar ist, während Susanne durchaus in einem von Fürsorge und Zuneigung erfüllten Leben Erfüllung finden könnte.
In mehrfacher Hinsicht leidet Susanne, wie ihr Namensvetter, an einer „Krankheit zum Tode“, wobei die krankhafte psychische Disposition Werthers ersetzt wird durch eine bedrohliche organische Krankheit. Ferner leidet Werther an den unüberwindbaren Standesunterschieden und seinem nicht anerkannten Genie; Susanne hingegen ist Opfer von Eltern, die ihr eigenes Glück wichtiger nehmen als die Fürsorge um die Tochter, sie leider an der Blasierheit und der Hohlheit der Menschen, die sie umgeben.
Beide Protagonisten sind Reisende. Während Werther immer dann die Flucht sucht, wenn eine unglückliche Liebesbeziehung oder Konflikte mit der Gesellschaft ihn handlungsunfähig machen, so wird Susanne auf Initiative ihrer lebenslustigen Mutter von einem Kurbad ins andere mitgenommen. Unklar bleibt, ob Heilungsaussichten für die Tochter oder die Aussicht auf neue Amüsements für die Mutter der Grund des Reisens sind. In beiden Texten setzt ein Kuss der Beziehung ein Ende, bevor der Tod eintritt, der in den Briefen bereits vorausgedeutet worden ist.
Das Erleben der Natur als Spiegel der Seele findet sich in beiden Werken, wenn auch in Viebigs Novelle in abgeschwächter Form. Wie Werthers psychische Befindlichkeit mit den Jahreszeiten wechselt, so neigt sich auch Susannes Leben in einer winterlichen Jahreszeit dem Ende zu. Die Sonne ist ein wichtiges Leitmotiv: während sie auf den Spaziergängen mit Wolfrath noch verschwenderisch scheint, ist es Susanne vor ihrem Tod nicht mehr vergönnt, die Sonne zu sehen: Hier sieht Wolfrath nur noch den „grauenden Morgen“.

#### Frauengestalten
Das Thema der Geschlechterrollen hatte um die Jahrhundertwende zum 20. Jahrhundert vor dem Hintergrund der Frauenbewegung an Aktualität gewonnen. Auch Clara Viebig experimentiert in ihrer Novelle mit Frauengestalten, wie sie in der Epoche des Fin de siècle häufig zu finden sind. Der Figur der Susanne als Femme fragile steht Mutter Camarillo als Typus der Femme fatale gegenüber. Derlei Weiblichkeitsentwürfe haben eine Tradition in der Eva-Madonna-Konstellation, in der die vamphafte Verführerin mit der idealen Heiligen kontrastiert wird. Als weiteren Frauentypus fügt Clara Viebig die fürsorgliche Frau in die Handlung ein, die in den Betreuerinnen Susannes, der Zimmerwirtin Müller und ihrer Tochter Viktoria verkörpert sind.

##### Der Typus derFemme fragile
Susanne, als Frauentyp der Femme fragile, wird äußerlich als ‚überschlanke‘, noch kindliche und schmetterlinghafte junge Frau dargestellt, die bereits von ihrer Krankheit gezeichnet ist. Häufig verwendete Weiß- und Transparenztöne, wie „ihr weißes Kleid“, das die „Anemonen am Weg“ streift, die sie anschließend „mit einem Ruf des Entzückens“ pflückt, weisen auf typische Merkmale der femme fragile hin.
Die Haarpracht ist ein weiteres derartiges Merkmal. In der Novelle wird das Haar der bereits todkranken Susannes beschrieben als „wundervolle[s] Lockenhaar, das in langen Fäden, wie ein Goldgespinst, sich über die Kissen zog.“ Die Verklärung der Krankheit ist ein weiteres solches Charakteristikum, das in dem zitierten Spruch des Vaters am Totenbett zum Tragen kommt. In dieser Tradition zitiert Vater Werther am Totenbett in griechischer Sprache die Worte: „Wen die Götter lieben, der stirbt jung.“
Die Figur der Susanne ist gezeichnet mit einer asexuellen Erotik, die auf den verwandten Typus der ‚Femme-enfant‘ hinweist. Diese wird evoziert, wenn Wolfrath die junge Frau zu Beginn der Novelle folgendermaßen darstellt:

„„Nur zum Verlieben, zum Kosen, zum Zart- und flüchtig-ans-Herz-drücken war sie geschaffen; ein lichter, gaukelnder Schmetterling, dem jede ernsthafte Berührung den Staub von den Flügeln wischte.““

Schließlich ist Susanne auch als Opfer dekadenter Vernachlässigung zu sehen, wobei Clara Viebig für den Tod des Mädchens neben der Krankheit die fehlende elterliche Fürsorge verantwortlich macht. Susannes sehnlichster Wunsch ist es, eine liebende Seele und die Liebe kennenzulernen. Hier weicht sie von der Ausprägung der Femme fragile ab, die über einen Mann einen sozialen Aufstieg erreichen will.

##### Der Typus derFemme fatale
Einen Typus der männermordenden Femme fatale, wenn auch in abgeschwächter Form, zeichnet Clara Viebig in der Figur von Susannes Mutter, die allerdings durch ihre Unbedarftheit eher kindlich-naiv als bedrohlich-zerstörerisch wirkt.  Ohne weitere Emotionen hat sie sich von Susannes Vater, dem bekannten Schauspieler getrennt, wobei er offenbar noch immer Gefühle für seine ehemalige Frau hegt. Sie hingegen heiratet einen Violinvirtuosen, was sie nicht hindert, ihn betrügen, wenn ihr danach ist. Wolfrath schätzt sie folgendermaßen ein:
Insbesondere in der Episode mit dem jungen Russen Gregor Iwanowitsch versucht sie, offenbar ohne Erfolg, eine Affäre mit dem jungen Mann einzugehen, wobei sie dies noch nicht einmal vor ihrer Tochter zu verbergen versucht. Insofern bemerkt Susanne, die befürchtet, die Mutter könne Camarillo verlassen: „Es wäre eine Schande, wenn sie ihm nicht treu bliebe.“ Die Mutter erscheint oberflächlich, eitel, gefühllos und unsensibel gegenüber den Bedürfnissen ihrer Tochter. Auch Susannes Vater kann dieses Manko nicht kompensieren, da er, auf andere Weise, in seiner ich-bezogenen künstlerischen Welt befangen ist.

##### Der Typus der mütterlichen Frauengestalt
Ein weiterer Frauentyp, in der Novelle positiv gezeichnet, ist die fürsorgliche Frau, wie sie in der Mutter Viktoria Müllers und in der Gesellschaftsdame Susannes zur Darstellung kommt.
Während sich die Klara Eigenbrod von Berufs wegen um Susanne kümmert, spürt das Mädchen eine gewisse Solidarität mit ihnen, wenn sie Wolfrath mitteilt:

„Wir werden uns schon verstehen; wann verständen sich zwei Hungernde nicht? Der eine sagt ‚Brot‘ und der andere sagt auch: ‚Brot‘; es bedarf keines Wortes weiter.“

Bei Wolfraths Besuch ist diese bezahlte Kraft, „die einzig Sehende“, die am Bett der Kranken Wache hält. Sie zeigt mehr Mütterlichkeit als die richtige Mutter Susannes.
Noch stärker gezeichnet ist dieser Frauentyp in der verwitweten Mutter Viktorias. Diese hat sich nicht nur um ihre verstorbene Tochter gekümmert, sondern sie ist auch Wolfrath eine mütterlich umsorgende Wirtin. Trotz der kürzlich stattgefundenen Beerdigung ihres Kindes vergisst sie nicht, sich um das leibliche Wohl ihres Pensionsgastes zu kümmern.
Auch die äußerliche Kennzeichnung der Wirtin mit einer Schürze weist auf den mütterlichen Typ hin.
Eine Betrachtung dieser Frauentypen zeigt Clara Viebigs eindeutige Präferenz für die einfache, lebenspraktische Frau und einen Verweis auf den wichtigsten thematischen Aspekt der Novelle, nämlich die Kritik an einer Vernachlässigung von Kindern, die rein aufgrund der Sorge um das eigene Ansehen, den persönlichen Lustgewinn und das individuelle Lebensglück erfolgt. Diese Haltung ist besonders zu finden in der ‚besseren‘ Gesellschaft, wobei man derlei Figuren „schütteln“ möchte, „damit sie sich auf das Wesentliche besinnen.“

## Rezeptionsgeschichte
Kurz nach ihrem Erscheinen fand Clara Viebigs Novelle in der zeitgenössischen Kritik kaum Beachtung und wenn, dann wenig Anklang. Die Ursache hierfür mag sein, dass die Schriftstellerin bereits zu diesem Zeitpunkt zu sehr an den 1897 erschienenen, naturalistisch orientierten Novellen aus Kinder der Eifel gemessen wurde.
Richard Maria Werner beurteilt im Jahr 1900 die Novelle als „zu raffiniert zurechtgerückt“, jedoch werde „das eigentliche Leidensmotiv [...] einfach und natürlich herausgearbeitet.“ Diese Beurteilung entbehr nicht eines Körnchens Wahrheit, denn die Stilistik von Clara Viebig oder auch der Beginn der Geschichte scheint recht statisch der Herstellung des Klischees der ‚femme fragile‘ verhaftet. Sascha Wingenroth verurteilt die Novelle im Jahr 1936 als ein misslungenes Werk über die Verirrungen der weiblichen Psyche.

### Ausgaben
Aufgrund von nicht eindeutig gekennzeichneten Auflagen ist die Ermittlung der einzelnen Auflagen problematisch.
Die Novelle wurde zum ersten Mal 1898 in dem später sechsmal aufgelegten Sammelband ‚Vor Tau und Tag‘ aufgenommen und erschien von 1903 bis 1918 in einer weiteren Anthologie mit dem Titel ‚Wen die Götter lieben‘.
1903 erfolgte eine Übersetzung ins Niederländische, 1919 eine Übertragung ins Finnische.
Einzelne Auflagen:
- 1898: Vor Tau und Tag, Berlin: Fontane (59–138).
- 1902: Vor Tau und Tag, 2. Aufl., Berlin: Fontane (59–138).
- um 1903: Wen die Götter lieben/Vor Tau und Tag, Stuttgart: Krabbe (3–90).
- o. D., um 1903: in: Sammlung Illustrierter Novellen, 1. Bd.: Wen die Götter lieben. Vor Tau und Tag (und Novellen anderer Schriftsteller), Stuttgart:, Krabbe (3–90).
- o. D., um 1906: in: Sammlung Illustrierter Novellen, 2. Bd.: Wen die Götter lieben. Vor Tau und Tag (und Novellen anderer Schriftsteller), Stuttgart:, Krabbe (3–90).
- 1904: Vor Tau und Tag, 3. Aufl., Berlin: Fontane (59–138).
- um 1905: Wen die Götter lieben. Stuttgart: Krabbe, 2. Aufl. (3–90).
- 1907: Vor Tau und Tag, 4. Aufl., Berlin: Fleischel (59–138).
- um 1907: Wen die Götter lieben. Stuttgart: Krabbe, 3. Aufl. (3–90).
- 1911: Vor Tau und Tag, 5. Aufl., Berlin: Fleischel (59–138).
- um 1914: Wen die Götter lieben. Stuttgart: Krabbe, 4. Aufl. (3–90).
- um 1918: Vor Tau und Tag, Berlin: Mosse Kronen (51–116).

### Übersetzungen
um 1903: Wien de goden liefhebben (niederl. ›Wen die Götter lieben‹) Zalt-Bommeö: van de Garde [185 S.], (5–76).
1919: Ketäjumalatrakastavat (finn. ›Wen die Götter lieben‹),übers. v. Werner Anttila, Hämeelinna: Karisto [84 S.]